# Сухоребрик гладкий
Сухоребрик гладкий, сухоребрик іріо, сухоребрик ірио (Sisymbrium irio) — вид рослин родини капустяні (Brassicaceae). Етимологія: лат. irio — старе посилання на хрестоцвіті.

## Морфологія
Однорічна трав'яниста рослина 10–50(75) см, часто відгалужуються у нижній половині, гола або з простими волосками. Суцвіття містять багато гермафродитних квітів. Блідо-жовті пелюстки (яких чотири) довжиною від 2 до 4 мм; тичинки мають довжину 0,7 мм. Молоді стручки від 3 до 5 сантиметрів завдовжки, прямі або злегка дугоподібні, голі. Насіння 0,9 × 0,4 мм, трохи стиснені, жовті.

## Поширення
Батьківщина. Африка: Еритрея; Алжир; Єгипет; Лівія; Марокко; Туніс. Кавказ: Вірменія; Азербайджан; Грузія; Росія – Північний Кавказ. Азія: Кувейт; Оман; Катар; Саудівська Аравія; Об'єднані Арабські Емірати; Ємен; Китай; Таджикистан; Туркменістан; Афганістан; Кіпр; Іран; Ірак; Ізраїль; Йорданія; Ліван; Сирія; Туреччина; Індія; Непал; Пакистан. Європа: Боснія і Герцеговина; Болгарія; Хорватія; Греція; Італія; Македонія; Словенія; Франція; Португалія; Гібралтар; Іспанія.  Натуралізований. ПАР; Японія; Тайвань; Австралія; Європа: Білорусь, Україна, Австрія, Чехія, Німеччина, Словаччина, Швейцарія, Ірландія, Англія, Румунія. США [вкл. Гаваї]; Аргентина; Чилі; Уругвай. Найкраще росте в пухкому піску або суглинистому ґрунті.

## Використання
Насіння використовують в Ірані та Азербайджані, щоб робити солодкий напій, який очищує печінку. Також широко використовується як пташиний корм.

## Галерея

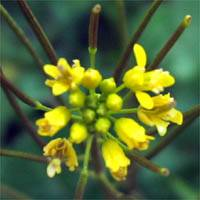
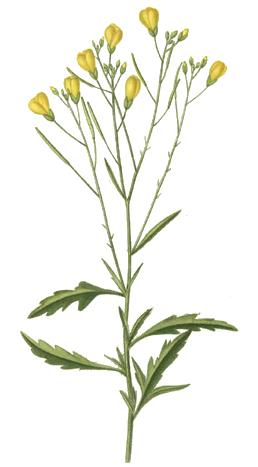
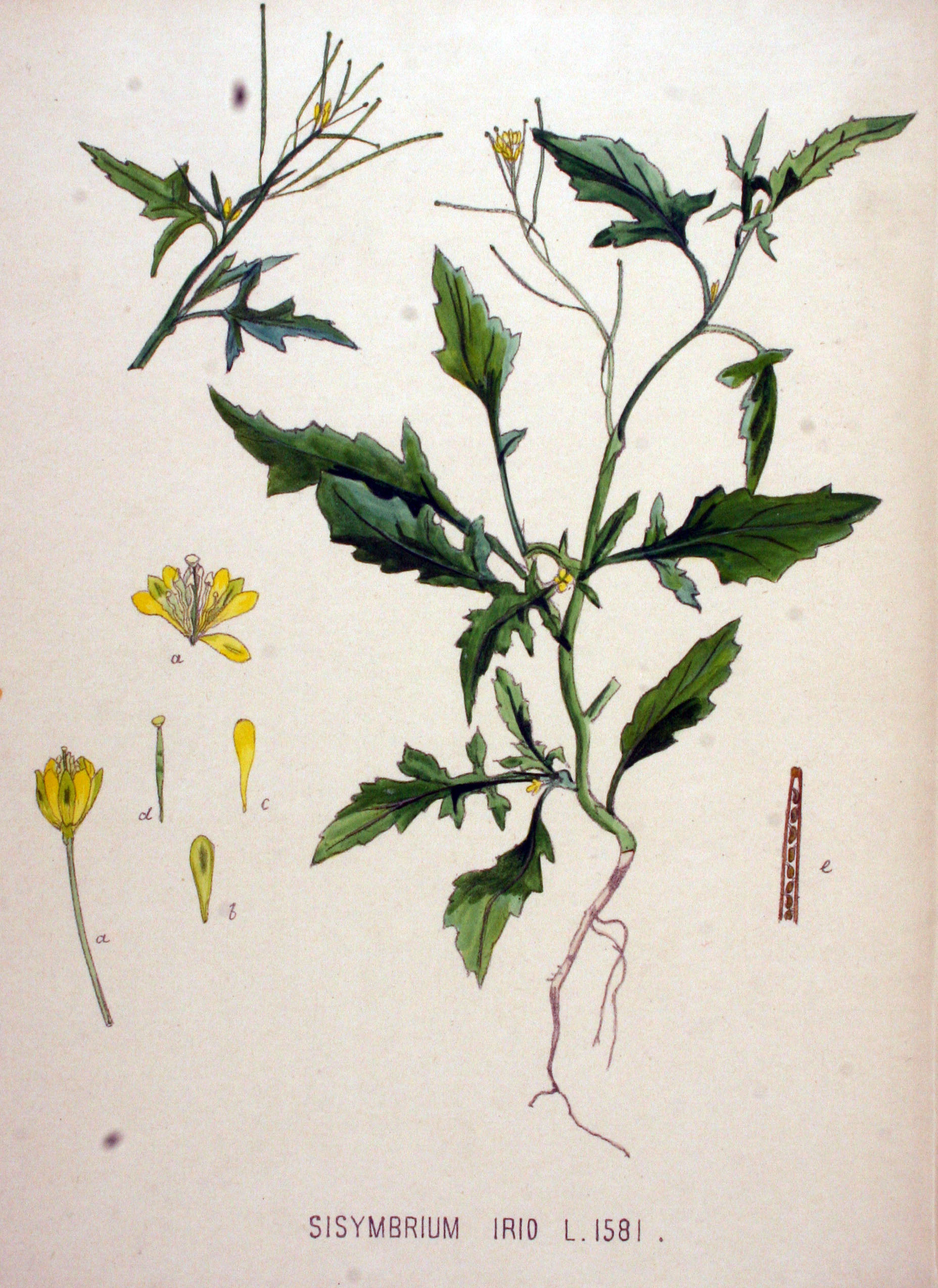